# Al-Bidya
Al-Bidya és una ciutat d'uns 5.000 habitants a l'emirat de Fujairah als Emirats Àrabs Units. La seva importància deriva del fet que s'han trobat restes de poblament del primer mil·lenni abans de Crist i probablement va estar habitat abans. És a uns 38 km al nord de Fujairah i a uns 25 al sud de Diba. Disposa de la principal mesquita de l'emirat, la mesquita d'Al Bidya, construïda fa uns 400 anys, que té al costat el castell de la ciutat.